# Rauma (vattendrag)

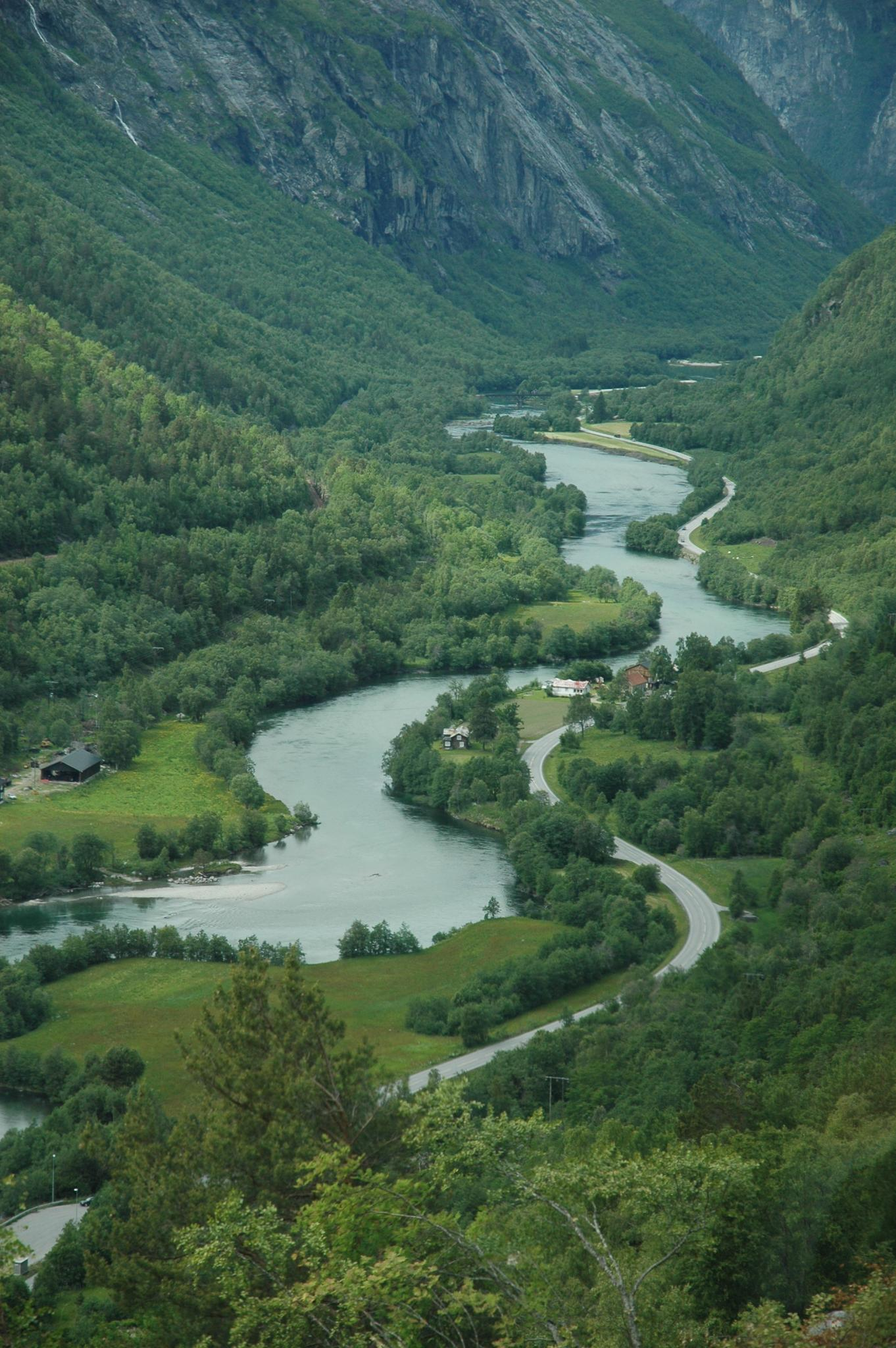
Rauma i närheten av Åndalsnes.

Rauma är ett vattendrag eller en älv i fylkena Innlandet och Møre og Romsdal i Norge. Älven är cirka 68 km lång och rinner från Lejsaskogsvatnet i Lesja kommun till Romsdalsfjorden vid Åndalsnes i Rauma kommun. Älven följer dalgången Romsdalen. Vid älven ligger fjället Mannen, som riskerar att kollapsa och eventuellt dämma upp älven.